# Pichincha
Pichincha är en stratovulkan som ligger i direkt anknytning väster om Ecuadors huvudstad Quito. Vulkanen är 4 784 m hög och är aktiv. Pichincha är en komposit- eller stratovulkan i form av en hästsko med en diameter på 2 km och 600 m djup. Öppningen pekar västerut.

## Senaste utbrotten[3]
- 16 april – 10 maj 1990
- 9 – 12 mars 1993
- 16 mars – 18 oktober 1997
- 7 augusti 1998 – 25 maj 2001
- 26 november 2001
- 16 april 2002
- 11 oktober – 7 december 2002
- 17 april 2003
- 1 februari 2008
- 16 – 17 februari 2009